# Kalvin Phillips
Kalvin Mark Phillips (Leeds, 2 de dezembro de 1995) é um futebolista profissional inglês que atua como volante no Manchester City. Representa também a seleção da Inglaterra.

## Carreira do clube

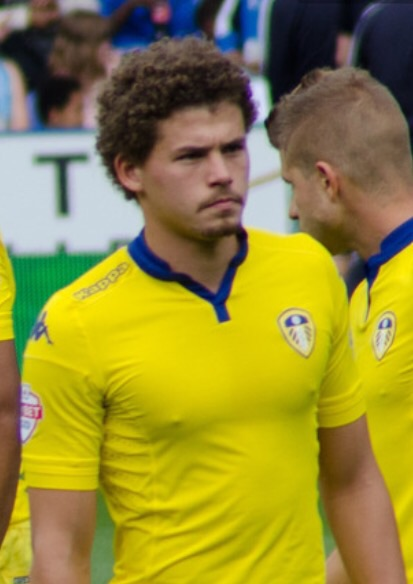
O jogador de futebol inglês Kalvin Phillips.

### Início de carreira
Nasceu em Leeds, West Yorkshire.[carece de fontes?] Ele frequentou a Academia Farnley durante os anos do ensino médio, jogou pelo clube local Wortley de 2003 a 2010 antes de ingressar na academia do Leeds United aos 14 anos.

### Leeds United
Ele progrediu nas categorias de base do clube e assinou seu primeiro contrato profissional com o clube no verão de 2014, mantendo-o na temporada 2014-15.
Em julho de 2019, o Leeds abriu negociações de contrato com a Phillips sobre um novo contrato. Em 8 de agosto de 2019, foi revelado que Leeds rejeitou propostas para Phillips durante a janela de transferência de 2019, a fim de mantê-lo no clube, com propostas para Phillips rejeitadas em cerca de £27 milhões.
Em setembro de 2019, ele assinou um novo contrato de cinco anos com o Leeds. Na semana do centenário do Leeds United, Phillips marcou o gol da vitória contra o Birmingham City, com a partida terminando em 1 a 0, que aconteceu na frente de outra grande multidão em Elland Road.
Em novembro de 2019, a forma de Phillips no Leeds no meio-campo defensivo sob o comando de Marcelo Bielsa viu pedidos para que ele fosse convocado para a seleção da Inglaterra.
O técnico da Inglaterra, Gareth Southgate, assistiu a Phillips em janeiro de 2020, antes de uma possível convocação. Depois que a temporada do futebol inglês foi interrompida em março de 2020 devido ao impacto da pandemia COVID-19, a temporada foi reiniciada em junho.
Phillips marcaria um tiro livre na vitória de 3-1 do Leeds sobre o Blackburn Rovers em 4 de julho de 2020, no entanto, sua temporada terminaria apenas uma semana depois, após uma lesão no joelho contraída na vitória por 1-0 sobre o Swansea City. Apesar disso, o Leeds logo seria promovido à Premier League como campeão, quando uma vitória por 1 a 0 sobre o Barnsley foi seguida por West Bromwich Albion e Brentford perdendo suas partidas.
Em 7 de agosto, ele foi nomeado em The Guardian Team Championship da Season ' para 2019-20. Em 8 de setembro de 2020, Phillips foi nomeado para a equipe da temporada de 2019-2020 da Professional Footballers 'Association.
Em 12 de setembro de 2020, Phillips fez sua primeira aparição na Premier League no jogo de abertura da temporada na derrota por 4-3 contra o atual campeão da Premier League Liverpool em Anfield, com Phillips ganhando uma assistência para o gol de Jack Harrison.
Em 8 de fevereiro de 2021, Phillips fez sua 200ª aparição pelo Leeds em uma vitória por 2-0 sobre o Crystal Palace, juntando-se a um seleto grupo de pouco menos de 70 jogadores que fizeram mais de 200 partidas pelo clube, incluindo atuais companheiros de equipe Stuart Dallas e Liam Cooper, que também atingiram o marco nesta temporada.
No último jogo da temporada em 23 de maio de 2021, Phillips marcou seu primeiro gol na Premier League, um pontapé-livre na vitória do Leeds por 3-1 sobre o West Bromwich Albion.

### Manchester City
Em 4 de julho de 2022 o City anunciou a contratação de Kalvin por por seis anos, até 2028, onde o negócio gira em torno de 42 milhões de libras (cerca de 263,8 milhões de reais), que ainda pode render mais £3 milhões ao Leeds em caso de metas cumpridas no contrato.

### West Ham
Em 22 de janeiro de 2024, o West Ham acertou a contratação de Kalvin Phillips por empréstimo até o fim da temporada 2023-24.

### Ipswich Town
Em 16 de agosto de 2024, Phillips foi emprestado para o promovido a Premier League, Ipswich Town.

## Seleção Inglesa
Phillips nasceu na Inglaterra e é descendente de jamaicanos por meio de seu pai e de ascendência irlandesa por meio de sua mãe. Ele foi contatado pela seleção da Jamaica para uma possível convocação.
Em 25 de agosto de 2020, Gareth Southgate nomeou Phillips na seleção da Inglaterra pela primeira vez. Em entrevista após ser convocado, Phillips falou sobre seu plano de dar sua primeira camisa da Inglaterra para Marcelo Bielsa depois que o técnico do Leeds United lhe entregou uma camisa de jogo de seu antigo clube, o Newell's Old Boys, junto com uma mensagem para ele e sua família para comemorar sua primeira convocação internacional. Phillips fez sua estreia internacional em 8 de setembro de 2020 contra a Dinamarca na Liga das Nações da UEFA .

## Estilo de jogo
Depois de iniciar sua carreira como box-to-box ou meio-campista central, Phillips foi convertido em meio-campista por Marcelo Bielsa antes do início da temporada 2018-19. Ele é conhecido por seu alcance de passes curtos e afiados, distribuição de bola longa e habilidade de iniciar ataques enquanto cobre suas funções defensivas, sendo descrito como um 'alicerce'.
Marcelo Bielsa descreveu o seu estilo: “Ele é muito bom a apanhar a bola e a colocá-la noutro espaço, um espaço melhor. Ele é muito bom quando tem que dar cobertura ao time quando nossos zagueiros vão para o ataque. E quando estamos em menor número, ele é muito bom na defesa." Phillips também se converteu em zagueiro central sob a direção de Bielsa.
Por seu estilo de jogo semelhante, Phillips recebeu o apelido de "Yorkshire Pirlo" pelos fãs do Leeds em homenagem a Andrea Pirlo.

## Honras
Leeds United
- Campeonato EFL: 2019–20[38]

Manchester City
- Premier League: 2022–23
- Copa da Inglaterra: 2022–23
- Liga dos Campeões da UEFA: 2022–23[39]
- Supercopa da UEFA: 2023
- Copa do Mundo de Clubes da FIFA: 2023[40]
- Supercopa da Inglaterra: 2024

### Individual
- EFL Jovem Jogador do Mês: outubro de 2016[41]
- Equipe do ano do Campeonato EFL: 2018–19[42]
- Equipe PFA do Ano: Campeonato 2019–20[19]